# Kevin Dickenson
Kevin Dickenson (sinh ngày 24 tháng 11 năm 1962) là một cựu cầu thủ bóng đá người Anh thi đấu ở vị trí hậu vệ trái, có hơn 250 lần ra sân.

## Sự nghiệp
Sinh ra ở Hackney, Dickenson thi đấu cho Tottenham Hotspur, Charlton Athletic và Leyton Orient.